# Izbicko
Izbicko (in tedesco Stubendorf) è un comune rurale polacco del distretto di Strzelce, nel voivodato di Opole.
Ricopre una superficie di 84,93 km² e nel 2006 contava 5 608 abitanti.
Nel comune vige il bilinguismo polacco/tedesco.

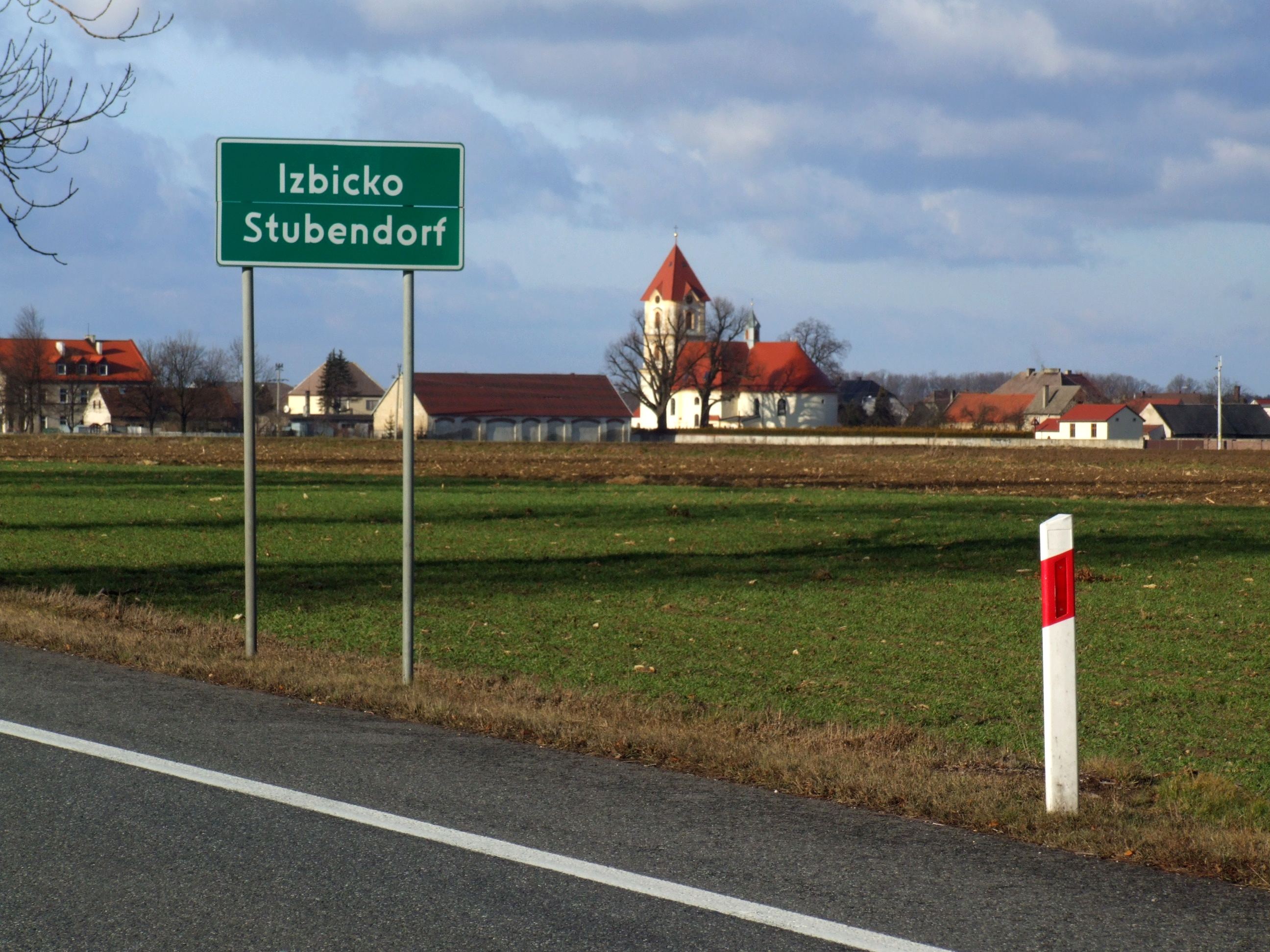
Entrace of Izbicko, 2009

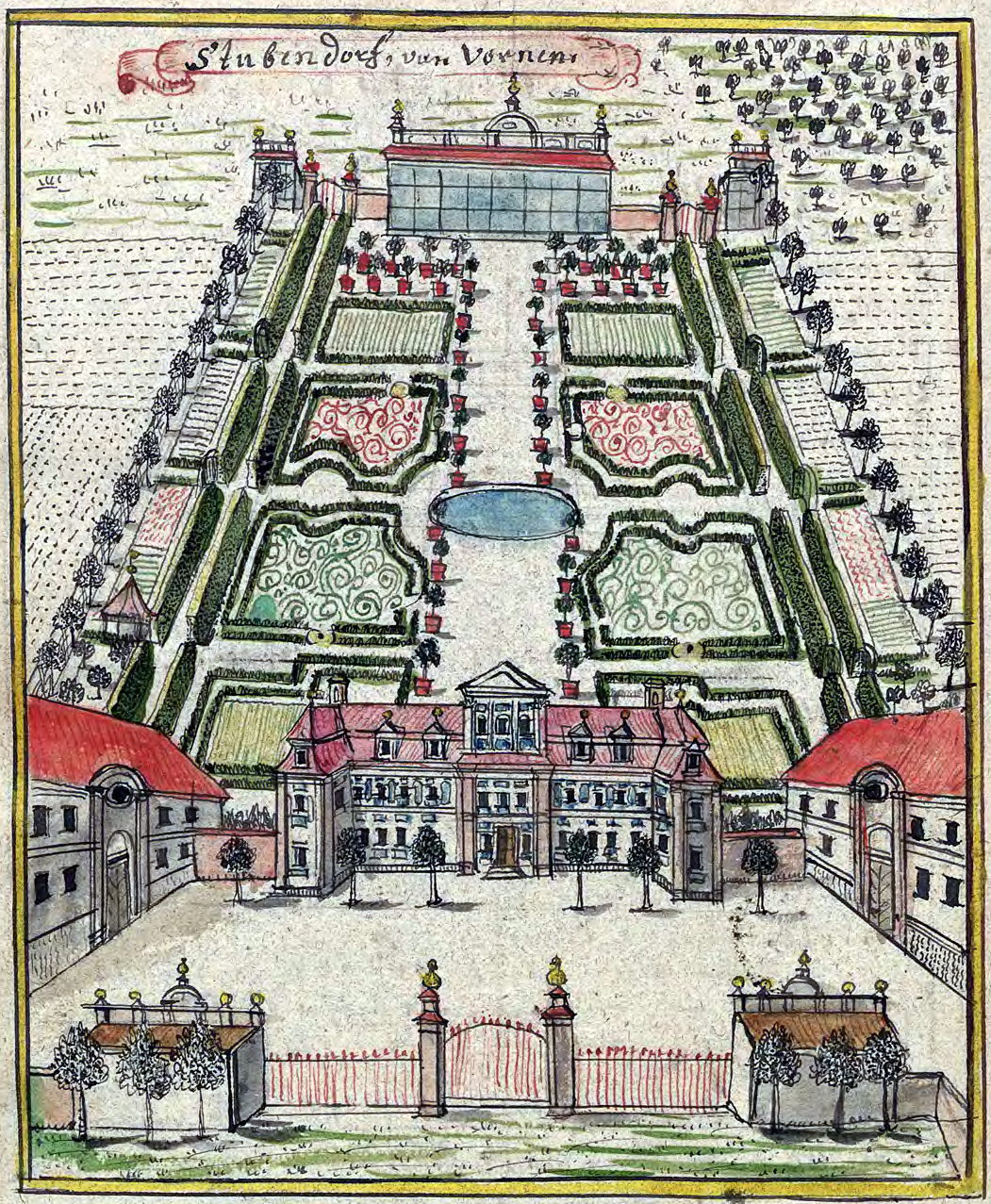
Palace Stubendorf, 18th century

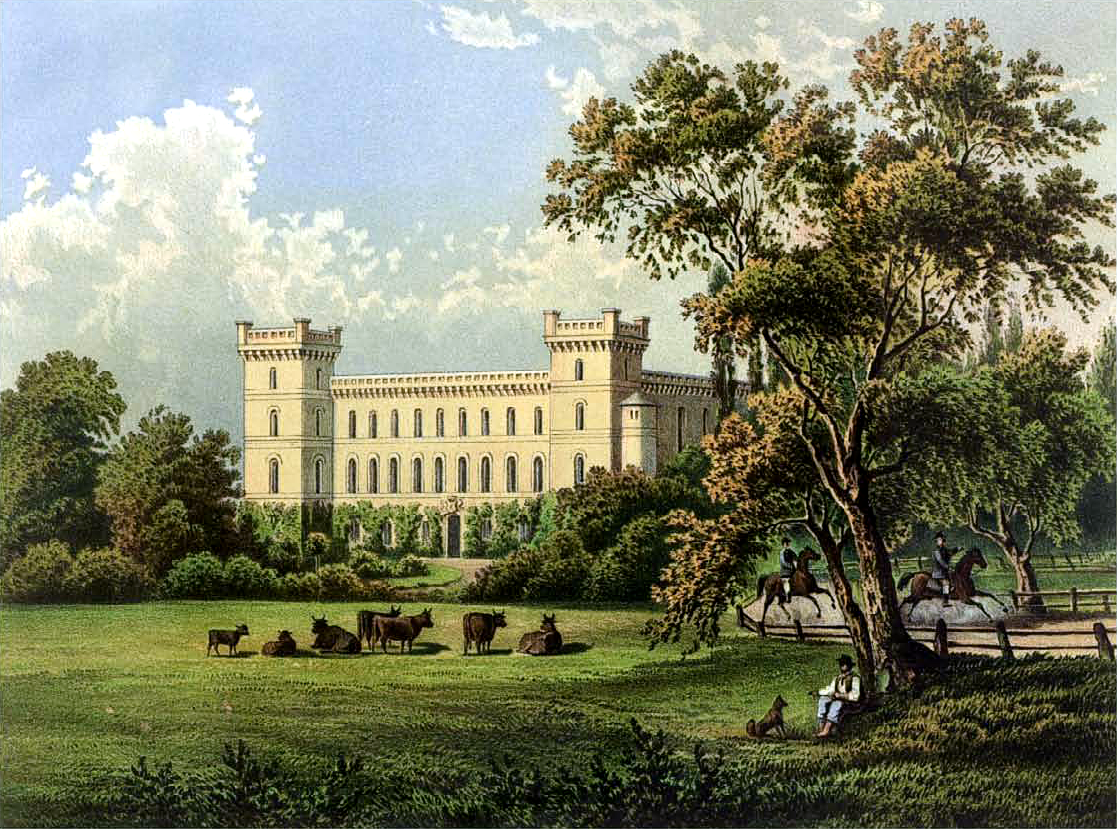
Palace Stubendorf, 19th century

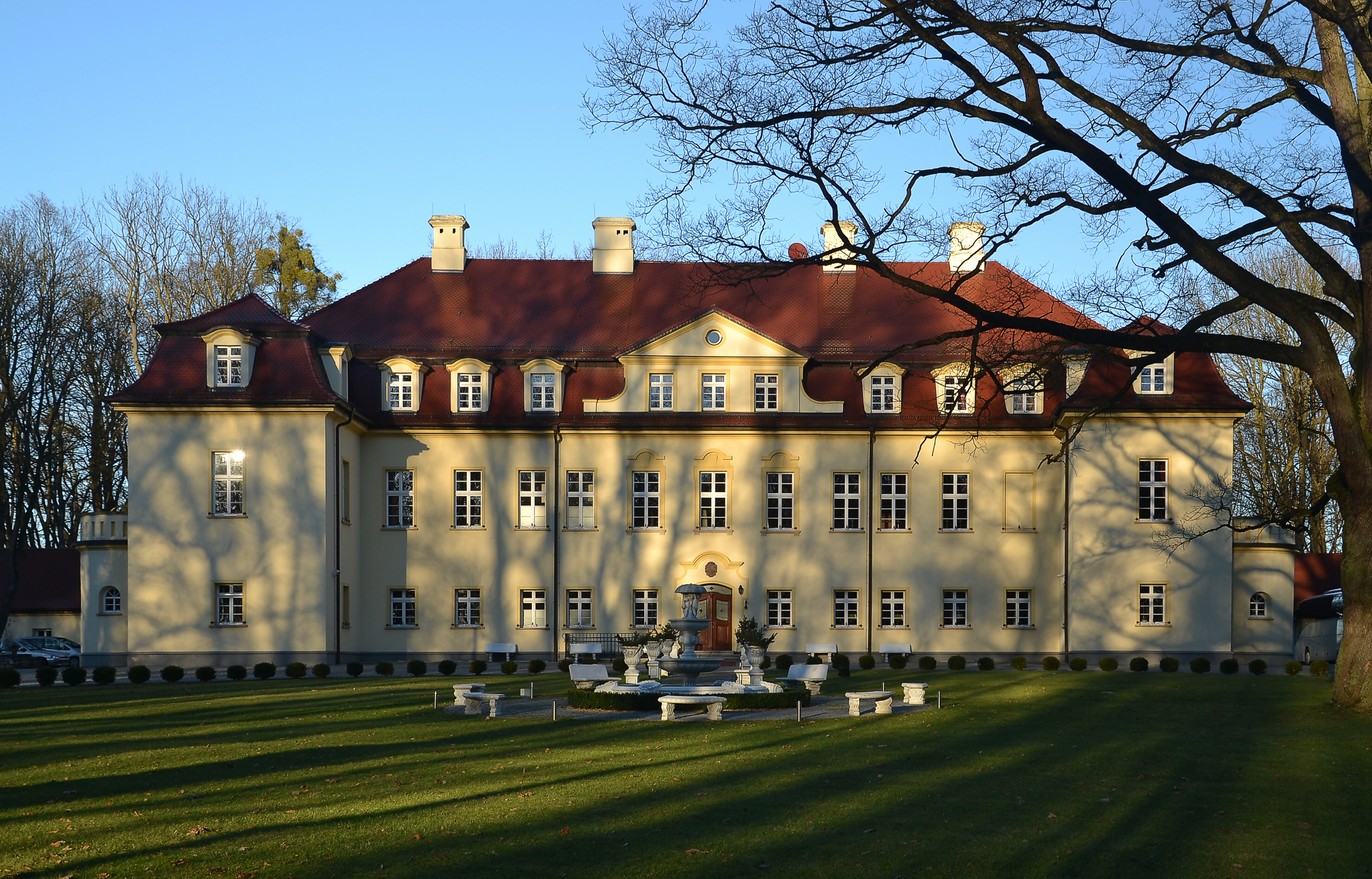
Palace Stubendorf, 2015